# 萨卢代乔
萨卢代乔是意大利艾米利亚-罗马涅大区里米尼省的一个镇，面积34平方公里，人口2,973人，人口密度87.4人/平方公里（2009年）。ISTAT代码为099015。